# クオリア (UVERworldの曲)
「クオリア」は、UVERworldの楽曲。同グループ16作目のシングルとして2010年9月15日にgr8!recordsから発売された。キャッチコピーは、「ココロ震える出会い。人は未知なるクオリアを探す。」。

## 概要
劇場版アニメ『劇場版 機動戦士ガンダム00 -A wakening of the Trailblazer-』の主題歌に使用された。バンド初の映画主題歌タイアップとなる。UVERworldによるガンダムシリーズの主題歌担当は、12thシングル「儚くも永久のカナシ」以来4作ぶりである。また、楽曲タイトルより先にタイアップ情報が先に解禁されていた。
UVERworldがこれまで担当した『機動戦士ガンダム00』の主題歌を含めたバージョン『ガンダム盤』も発売された。
『機動戦士ガンダム00』の監督である水島精二は、「クオリア」を聴いて涙したという。
シングルは初回限定盤（SRCL-7361）・通常盤（SRCL-7363）・期間限定盤（SRCL-7364）の3形態でのリリース。初回限定盤には『UVERworld core abilities』の予告編と5thスタジオ・アルバム『LAST』の収録曲「スパルタ」を使用して制作された映像「UVERworld New classics [スパルタ]」が収録されている。また、通常盤の初回仕様限定盤にはUVERworld特製ワイドキャップステッカーが封入された。
月間3位は最高順位で、売上は3番目に高い。

## 収録曲

### 初回生産限定盤・通常盤
| 全作詞: TAKUYA∞、全作曲: UVERworld、全編曲: UVERworld & 平出悟。 | |         |            |      |
| #                                                                | タイトル                                                                                                  | 作詞    | 作曲・編曲 | 時間 |
| 1.                                                               | 「クオリア」(松竹配給映画『劇場版 機動戦士ガンダム00 -A wakening of the Trailblazer-』エンディングテーマ) | TAKUYA∞ | UVERworld  | 4:32 |
| 2.                                                               | 「若さ故エンテレケイア」                                                                                  | TAKUYA∞ | UVERworld  | 4:35 |
| 3.                                                               | 「Ultimate」(PlayStation Portable用ソフト「ラストランカー」テーマソング)                                  | TAKUYA∞ | UVERworld  | 5:00 |
| 合計時間:                                                        | 合計時間:                                                                                                 | 14:07   |            |      |

| #  | タイトル | 作詞 | 作曲・編曲 |
| -- | --- | ---- | ---------- |
| 1. | 「UVERworld core abilities 予告編」(Music Video)                                                                   |      |            |
| 2. | 「UVERworld New classics [スパルタ]」(5thスタジオ・アルバム『LAST』の収録曲「スパルタ」を使用して制作された映像。) |      |            |

### ガンダム盤
| 全作詞: TAKUYA∞、全編曲: UVERworld & 平出悟。 |                                            |         |                |      |
| #                                             | タイトル                                   | 作詞    | 作曲           | 時間 |
| 1.                                            | 「クオリア」                               | TAKUYA∞ |                | 4:32 |
| 2.                                            | 「儚くも永久のカナシ」                     | TAKUYA∞ | 克哉 & TAKUYA∞ | 4:10 |
| 3.                                            | 「CHANGE」                                 | TAKUYA∞ | TAKUYA∞        | 3:51 |
| 4.                                            | 「クオリア 〜for Movie〜（劇場版サイズ）」 | TAKUYA∞ |                | 5:18 |

## 収録アルバム
| 曲名     | アルバム          | 発売日        | 備考                  |
| -------- | ----------------- | ------------- | --------------------- |
| クオリア | 『LIFE 6 SENSE』  | 2011年6月1日  | 6thスタジオ・アルバム |
| クオリア | 『ALL TIME BEST』 | 2018年7月18日 | 2ndベスト・アルバム   |